# Гридниця
Гри́дниця або гри́дня — у середньовічній Русі будівля при князівському дворі для зборів гриді або для прийому гостей. Входили у комплекс будов, відомих як «хороми».
За походженням слово «гридниця» пов'язана з «гридь» («молодші дружинники»), але російський історик С. О. Гедеонов вважав, що «гридниця», навпаки. є первісним (від дієслова «гріти», «грѣти»), а найменування молодших дружинників вже походить від назви приміщення. Російське слово изба (д.-рус. истьба, истопка) Гедеонов пов'язував з «топити» і припускав, що так називали житла смердів, а «гридницями, гриднями» — будинки знаті. З погляду сучасної етимології версія Гедеонова уявляється малопереконливою.

## Історія
Гридниці мали вигляд вежоподібного зрубу на підклітті і з'єднувалися з князівськими горницями критим переходом. Вона була приміщенням вражаючих розмірів, покрівля її трималася на великих дерев'яних стовпах. Гридниці використовувалися, так само як у пізніші часи палацові зали — для масових зборів, бенкетів, прийомів.
На територіях Білої Русі XVI—XVIII ст. гридницею називали житлову кімнату для челяді в садибному будинку або окремий челядницький флігель. З панським домом він сполучувався сінями, іноді був суміщений з коморою. Також так могли звати великі житлові кімнати у монастирях, іноді — курні хати при корчмах.
Довше за все зберігалися гридниці в Новгородській і Псковській республіках. У Новгороді досі існує будова з шатроподібною вежею, що стоїть між Никольским собором (1113 р.) і церквою Параскеви П'ятниці (1207 р.). Донедавна її звали «Гридниця» і відносили її побудову до кінця XV ст., лише останні дослідження показали, що «гридниця» є насправді брамовою вежею Гостинного двору (1690-ті). Припускають, що надалі саме слово «гридниця» змінило своє значення: за одною версією, так називали аналог московських приказних ізб, за другою — канцелярії вічових дяків, за третьою — приміщення для громадських бенкетів. На територіях сучасної Росії гридниці були також відомі як «повалуші».

## У літературі
- У «Слові о полку Ігоревім»:

|  | ...А поганського Кобяка з лукомор'я од залізних великих полків половецьких, як вихор вивергнув: і пав Кобяк у городі Києві, у гридниці Святослава... Оригінальний текст (давньоруська) [...А поганаго Кобяка изъ луку моря отъ желѣзныхъ великыхъ плъковъ Половецкыхъ, яко вихръ выторже: и падеся Кобякъ въ градѣ Кіевѣ, въ гридницѣ Святъславли. ] Помилка: [undefined] Помилка: {{Lang}}: немає тексту (допомога): текст вже має курсивний шрифт (допомога) |

- Цей же сюжет був використаний Степаном Руданським: «І попав Коб'як поганий // В Київ, у столицю, // В Святославові покої // В князеву гридницю».
- У «Повісті временних літ».